# ARO IMS
IMS/ARO серии M — внедорожник, производившийся в 1959—1963 (IMS M-59) и 1964−1975 (IMS, позже ARO M-461) года румынской компанией IMS/UMM по образцу советского ГАЗ-69. В основной версии на автомобиль устанавливались бензиновые рядные четырёхцилиндровые двигатели объемом 2512 см³ (70 л.с.), в экспортных версиях стояли также дизельные двигатели. Мощность передавалась на заднюю ось, или на обе оси, через 4-ступенчатую механическую коробку передач. В народе автомобиль получил название Muscel..

## История появления

### IMS-57
После Второй мировой войны промышленность Румынии изначально не выпускала легковых автомобилей, и они, в основном, импортировались из СССР. В 1950-е годы военные и государственные службы эксплуатировали большое количество советских автомобилей и, в частности, внедорожников ГАЗ-67. На предприятии I.M.S. Câmpulung (Întreprinderea Metalurgică de Stat, Государственное Металлургическое Предприятие) в городе Кымпулунг было начато производство запасных деталей к ГАЗ-67 а также сборка машин этой модели из привозных машинокомплектов. Планировалась постановка ГАЗ-67 на конвейер, однако в связи с моральным устареванием модели было принято решение начать разработку собственного внедорожника на агрегатах ГАЗ-67 с оглядкой на конструкцию кузова более совершенного ГАЗ-69. Так появился автомобиль, обозначенный IMS 57. Румынские инженеры не обладали необходимой документацией или лицензией (которая не использовалась в отношениях между социалистическими государствами, на основании декларации о сотрудничестве).
Рама имела упрощённую конструкцию из стальных труб прямоугольного профиля. Двигатель и ведущие мосты являлись копиями агрегатов, применявшихся на ГАЗ-67. Рядный четырёхцилиндровый бензиновый двигатель получил название MAS. Имел объём 3260 куб.см, и мощность в 50 л.с., расход топлива составлял 24 л/100 км. На шасси устанавливался двухдверный металлический кузов. Производство автомобиля было мелкосерийным, поэтому некоторые элементы изготавливались вручную. Готовые шасси своим ходом отправлялись на завод Василе Тудосе, где изготавливались и монтировались детали кузова. Ярким отличием от ГАЗ-69 и других более поздних румынских машин было запасное колесо, расположенное на левом заднем крыле. Видимую разницу составили также более часто расставленные вентиляционные отверстия по бокам, а также длинный кузов. Одиночная стеклоочиститель ветрового стекла имел механический (ручной) привод. Изготовлено было в общей сложности 914 автомобилей. Конструкция автомобиля оказалась сырой, поэтому он не нашёл применения в армии. Большинство экземпляров были распределены в колхозы.

### M-59
Новая модель IMS M-59 была разработана специально для массового производства. Детали кузова и рамы производились методом штамповки. Буква М в обозначении происходила от названия исторического региона Muscel, центром которого был город Кымпулунг, а цифра 59 указывала на год разработки. В первой модели М-59A сохранились старый двигатель MAS объёмом 3260 куб.см, а его мощность выросла с 50 до 56 л.с. благодаря смене карбюратора и выпускного коллектора. Кузов, собранный из штампованных металлических листов, стал внешне более похож на ГАЗ-69, нежели предыдущая модель, однако большинство элементов не взаимозаменяемы с ГАЗ-69. Отличие от ГАЗ-69 составили также задние фонари от грузовика Carpați. Запасное колесо получило, однако, типично для ГАЗ-69 расположение, на боковой стенке. Новая модель уже обладала дворниками с электрическим приводом.
Дальнейшим этапом развития была модель М-59B, на которой появился новый четырёхцилиндровый рядный бензиновый двигатель M207 мощностью 70 л.с., производившийся в Брашове. Этот двигатель создан на основе производившегося в Румынии 8-цилиндрового двигателя от грузовика Carpați (5024 куб.см), являвшегося лицензионной копией двигателя Ford Y-block. Поэтому, новый двигатель называли «половиной Карпат». Прежней остались коробка передач и задний мост, редуктор переднего моста был смещен в левую сторону по отношению к продольной оси, вместо правой, что было связано с появлением более крупного двигателя. В остальном, передняя подвеска не изменилась. Годовой объем выпуска IMS M59 вырос с 803 единиц в 1959 году, до 3222 единиц в 1963 году.

### M-461
Автомобиль M-461 представлял собой продолжение внедорожника M-59B. Маркировка M указывала на регион Muscel, 4 означает четвёртый тип внедорожника, сконструированного в IMS, а 61 — год создания прототипа. По отношению к М-59B, было введено более 80 конструктивных изменений, хотя и не принципиальной важности. Сохранились, в частности, бензиновый двигатель M207 объёмом 2512 см³ и мощностью 70 л.с. Серийное производство автомобиля началось в 1964 году.
Двухдверный открытый кузов с двумя скамейками вдоль бортов в задней части, визуально похожий на ГАЗ-69, не претерпел существенных изменений. По бокам от капота имеются надписи «M461». Лобовое стекло по-прежнему откидывалось на капот, а задняя часть кузова имела брезентовую крышу с боковыми окнами и задним (ГАЗ-69 боковых окон в тенте не имел). Внутри аккумулятор и топливный бак объемом 70 л были перенесены с левой на правую сторону, в связи с чем труба заливной горловины топливного бака была перенесена с левой на правую часть кузова, за задние колеса. Была доработана коробка передач, появился новый механизм рулевого управления и улучшена подвеска (зависимая, на рессорах). IMS M461, «Автолегенды СССР и Соцстран» № 168, стр. 6-7</ref>
В 1969 году базовая модель обновилась и получила обозначение ARO M-461C, что было связано с введением нового бренда ARO (Auto România, Автомобили Румынии). Автомобиль был разработан специально под новые европейские стандарты, было улучшено его оснащение. Прежде всего, передние поворотники на крыльях были перенесены на вертикальные подставки, хотя сами поворотники устанавливались разные, в зависимости от рынка (по-прежнему маленькие оранжевые и круглые для Румынии, прямоугольные оранжевые производства «Трабант» (ГДР), для большинства иностранных рынков, а также белые от Fiat для Италии. Использованы новые дворники, производства ГДР. Часть автомобилей в экспортной версии имели по два больших боковых окна и заднее окно. Запасное колесо крепилось веревкой на внутренней стороне внизу задней двери.
В экспортных версиях устанавливались также дизельные двигатели Perkins 4.154V объёмом 2523 см³ и мощностью 71 л.с. (обозначается как M461 CDP) и Indenor-Peugeot XDP 4.90 объёмом 2112 см³ и мощностью 65 л.с. (обозначается как M461 CDI).
Внешне отличительными чертами данной модели были колпаки на колесах и три отверстия под кривой стартер в нижней части радиаторной решётки. В целом, эти автомобили вывозились в 55 стран, причем в 1973 году экспорт составил около 10 000 единиц.
В 1975 году было выпущено 80 223 автомобилей, из которых 46 549 было продано на экспорт, большинство оставшихся попали в румынскую армию (другие цифры: выпущено 80 233, ушло на экспорт 46 548).

## Галерея

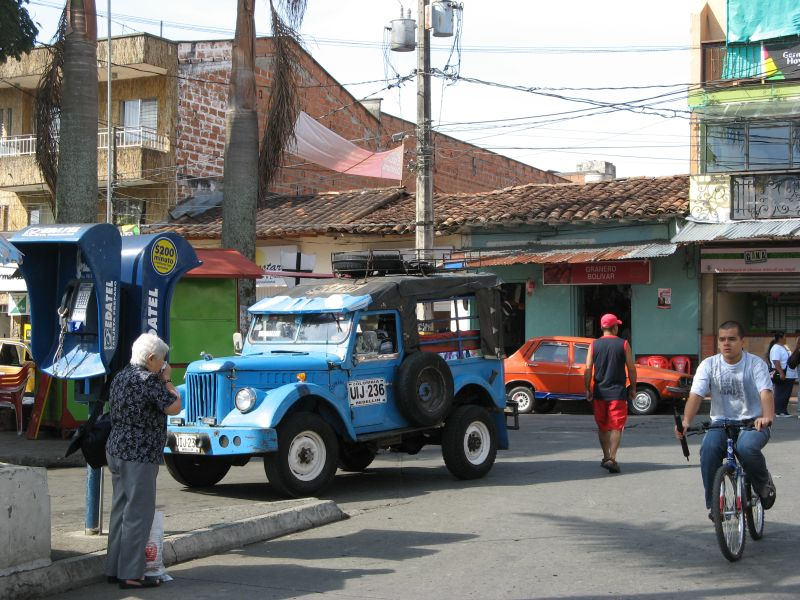
IMS M-59 в Колумбии
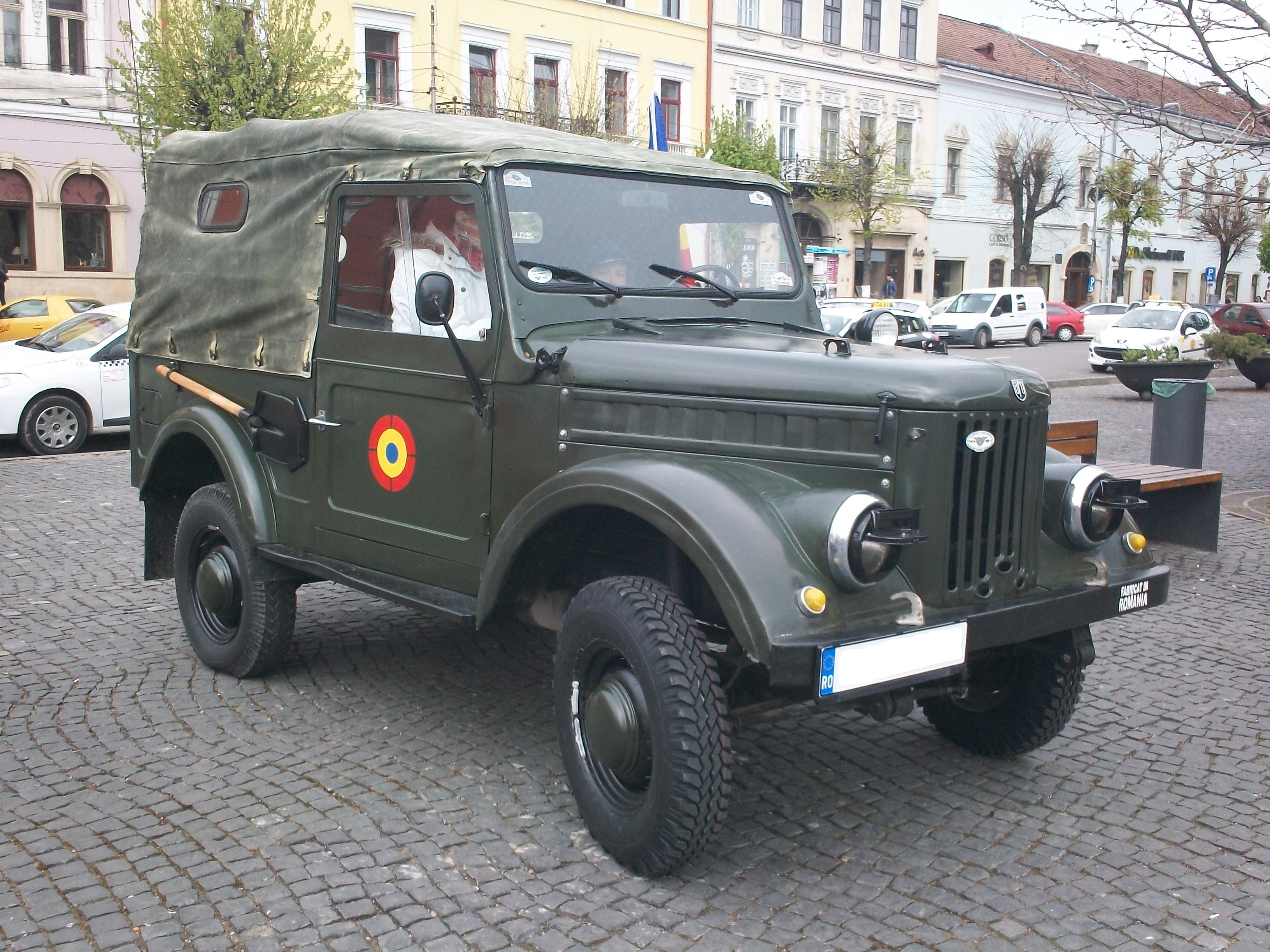
ARO M-461 зарегистрированный в качестве классического автомобиля в Румынии
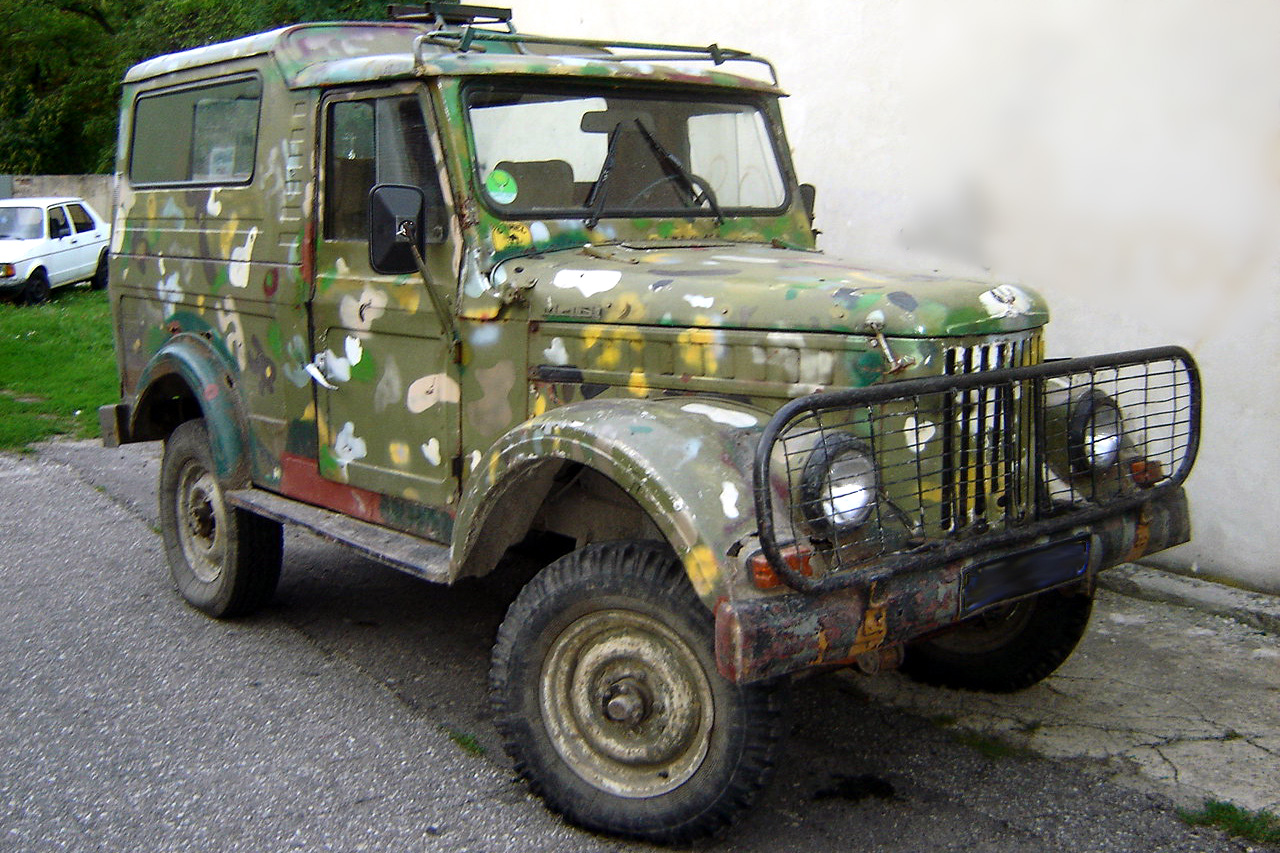
ARO M-461
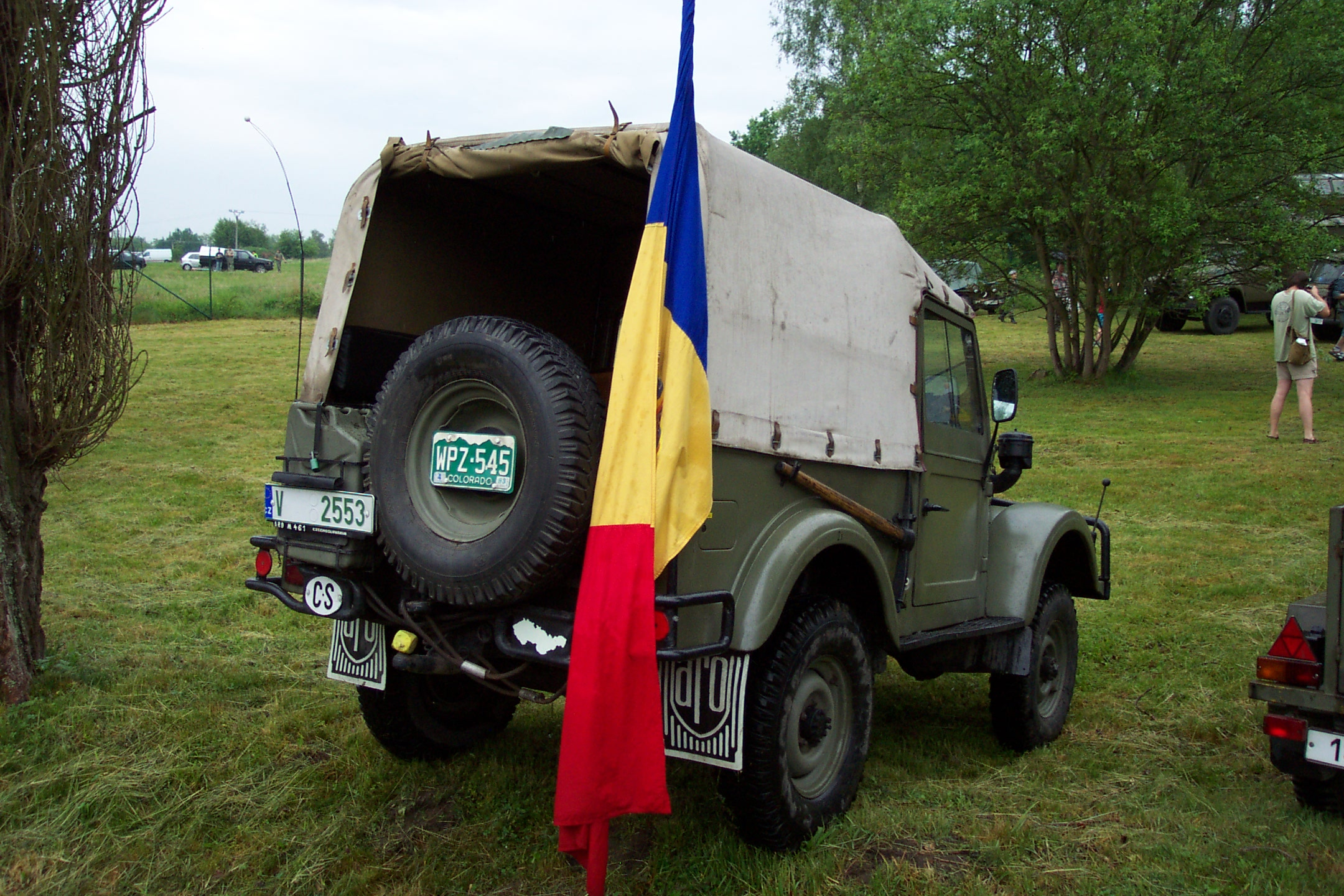
ГАЗ-69, выпускавшийся заводом ARO
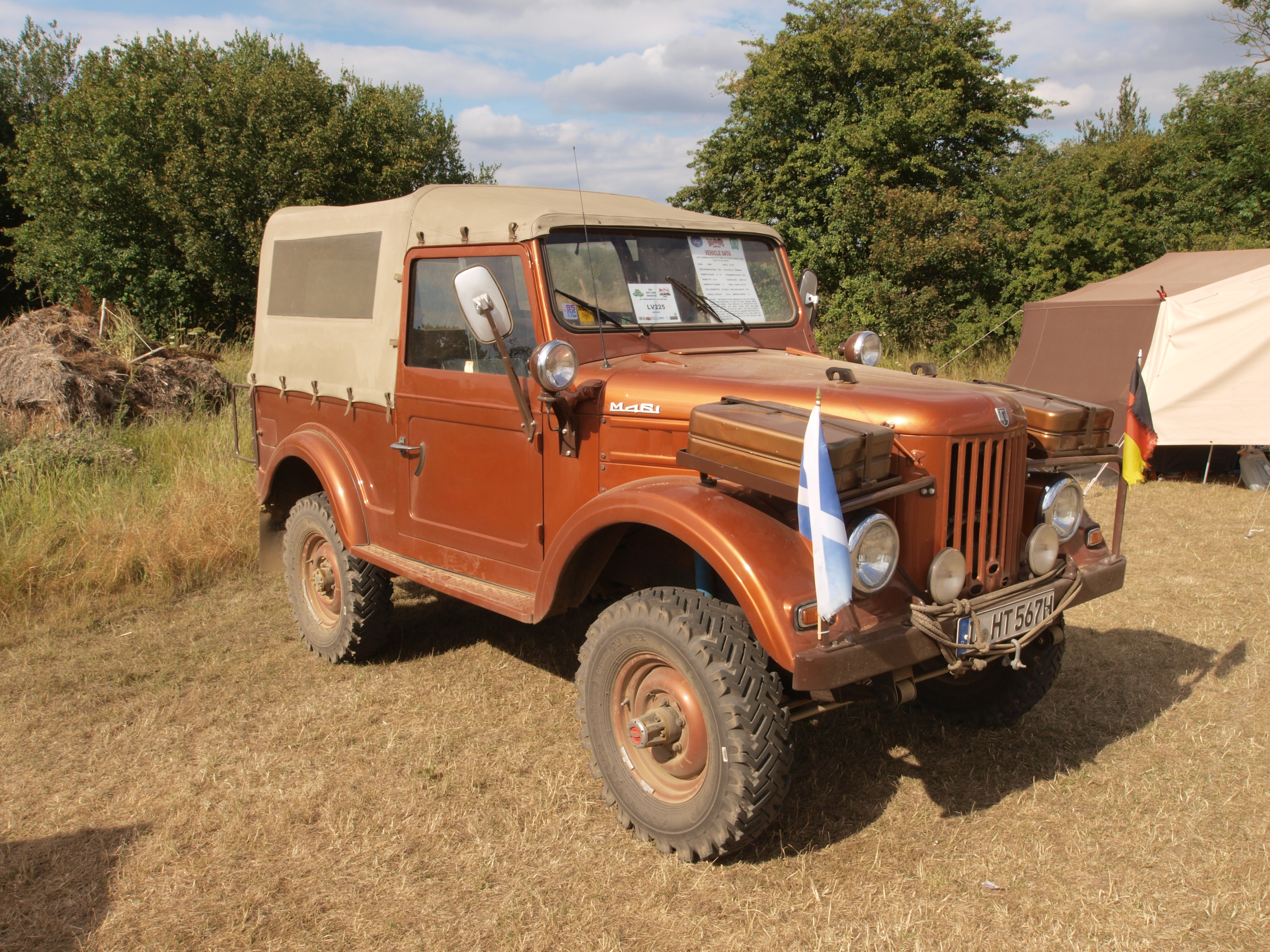
ARO M-461, 1961